# Санта-Барбара (Минас-Жерайс)
Санта-Барбара (порт. Santa Bárbara) — муниципалитет в Бразилии, входит в штат Минас-Жерайс. Составная часть мезорегиона Агломерация Белу-Оризонти. Входит в экономико-статистический микрорегион Итабира. Население составляет 26 185 человек на 2007 год. Занимает площадь 684,210 км². Плотность населения — 37,6 чел./км².

## История
Город основан 4 декабря 1704 года.

## Статистика
- Валовой внутренний продукт на 2003 год составляет 137 560 176,00 реалов (данные: Бразильский институт географии и статистики).
- Валовой внутренний продукт на душу населения на 2003 год составляет 5501,09 реалов (данные: Бразильский институт географии и статистики).
- Индекс развития человеческого потенциала на 2000 год составляет 0,762 (данные: Программа развития ООН).

## География
Климат местности: горный тропический.